# Cratere Kaikara
Kaikara  è un cratere sulla superficie di Cerere.